# Terrie Snell
Terrie W. Snell (10 gennaio 1944) è un'attrice statunitense.

## Biografia
Fa il suo debutto cinematografico nel 1990, nel film Mamma, ho perso l'aereo nella parte della zia Leslie ed ha recitato anche nel suo sequel, Mamma, ho riperso l'aereo: mi sono smarrito a New York del 1992.
Continuò a recitare, ma nel 2008 prese una pausa di 8 anni, tornando a lavorare nel 2016.

## Filmografia parziale
- Mamma, ho perso l'aereo (1990)
- Mamma, ho riperso l'aereo: mi sono smarrito a New York (1992)
- E.R. - Medici in prima linea (ER) - serie TV, 1 episodio (1998)
- Vizi di famiglia (2005)